# Dilipa morgiana
Hoàng đế Vàng (Dilipa morgiana) là một loài bướm ngày thuộc họ Nymphalidae. Nó được tìm thấy ở Ấn Độ (Arunchal Pradesh, Assam, Himachal Pradesh, Jammu và Kashmir, Nagaland, Sikkim, Uttaranchal), Nepal, miền bắc Myanmar và Việt Nam.

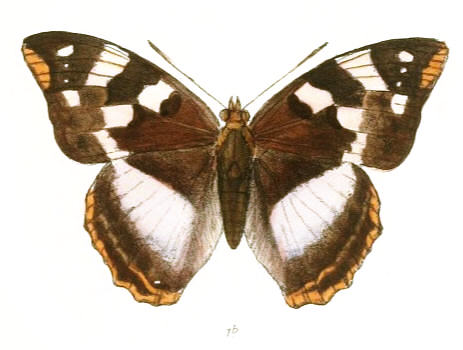

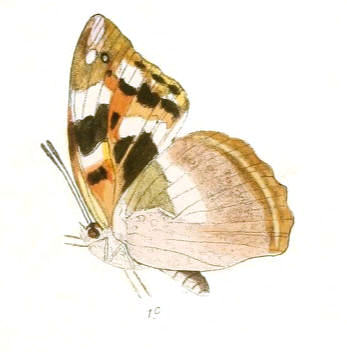

Sải cánh dài 70–82 mm. Có ba lứa một năm, con trưởng thành bay in tháng 3, tháng 6 và từ tháng 8 đến tháng 10.
Con trưởng thành thích các loại quả như đào, mơ, xoài. Chúng đều bị hoa của Buddelia thu hút.